# Баргфреде, Филипп
Филипп Баргфреде (нем. Philipp Bargfrede; род. 3 марта 1989, Цефен, Нижняя Саксония) — немецкий футболист, полузащитник клуба «Хеслингер» и ассистент главного тренера юношеской команды клуба «Вердер» (до 17 лет).

## Карьера
Заниматься футболом Филипп начал в пять лет, в клубе «Хеслинген». В четырнадцатилетнем возрасте его заметили скауты «Вердера» и с 2004 года он стал тренироваться в бременском клубе. В 2007 году Филипп стал игроком второго состава бременцев. 12 апреля 2008 года дебютировал во второй команде «Вердера» в гостевом матче 30-го тура Регионаллиги Норд против эрфуртского «Рот-Вайсса». Матч закончился поражением со счётом 1:3, Филипп на 74-й минуте заменил Кевина Артмана. Всего за вторую команду провёл два сезона, в которых сыграл 19 матчей и забил один мяч.
В сезоне 2009/10 стал постоянным игроком основной команды. 8 августа 2009 года дебютировал в Бундеслиге в домашнем матче первого тура против франкфуртского «Айнтрахта», который бременцы неожиданно проиграли со счётом 2:3. Филипп всё на той же 74-й минуте вышел на поле, заменив при этом Тима Боровски. Всего в своём первом сезоне за основную команду провёл 23 матча.

## Семья
Отец Филиппа, Ханс-Юрген Баргфреде, также был профессиональным футболистом и играл за «Санкт-Паули».